# Келан, Иасент-Луи де
Иасе́нт-Луи́ де Кела́н (фр. Hyacinthe-Louis de Quélen; 8 октября 1778, Париж — 31 декабря 1839, там же) — французский католический церковный деятель, архиепископ Парижский в 1821—1839 годах.

## Биография
Происходил из старинного дворянства провинции Бретань, известного своими консервативными настроениями, монархическим и религиозным рвением и давними традициями службы на флоте. Сын шефа эскадры (контр-адмирала) Жан-Клода Луи де Келана. Находился в родстве с графами д’Отишам, которые были известны своими крайне правыми взглядами. Владел в Бретани поместьем Кермартен, которое его отец-адмирал купил у жены маркиза Лафайета.
Образование будущий епископ получил в Париже в Наваррском коллеже. Его отец не принял революцию и вышел в отставку, однако в движении шуанов, насколько известно, участия не принимал.
В 1807 Иасент-Луи де Келан был рукоположен во священники епископом Сен-Брие, затем какое-то время служил викарием епархии Сен-Брие, после чего стал секретарём кардинала Жозефа Феша, архиепископа Лионского и дяди (брата матери) императора Наполеона. Кардинал Феш и его сестра Летиция (официально носившая титул Мадам Мать) занимали достаточно двойственную позицию по отношению к собственному сыну и племяннику. Демонстрируя искреннюю приверженность католицизму, они фактически поддерживали Папу Римского в его конфликте с Наполеоном. После Реставрации Бурбонов Феш и Летиция были изгнаны из Франции. Они отправились в Рим, где Папа, в благодарность за заступничество, выделил им в собственность отдельный дворец, и, несмотря на возмущение Бурбонов, отказался удалить Феша с должности архиепископа Лиона несмотря на то, что тот не мог прибыть на свою кафедру, так как во Франции был объявлен вне закона.
Что касается Иасента-Луи де Келана, то он остался во Франции, и после нескольких промежуточных должностей «перешёл по наследству» в качестве помощника к новому наиболее влиятельному католическому иерарху Франции — ультраконсервативному кардиналу Александру Анжелику Талейрану, родному дядюшке сложившего сан архиепископа Отенского.
После смерти кардинала Талейрана Иасент-Луи де Келан ожидаемо стал его преемником в должности архиепископа Парижского. Безусловно преданный старшей ветви Бурбонов, он сохранял некоторую независимость во взглядах, например, публично возражал против королевского указа об изгнании иезуитов. Также во время одной из публичных церемоний архиепископ неожиданно призвал амнистировать изгнанных из Франции «цареубийц» — членов Конвента, некогда проголосовавших за казнь короля Людовика XVI.
В 1830 году, во время Июльской революции, толпа разгромила дворец архиепископа. Он, однако, вскоре вернулся туда и всего год спустя отслужил торжественную панихиду в память о годовщине гибели герцога Беррийского — наследника свергнутого короля Карла X, после чего его дворец сожгли вторично. Однако уже в 1832 году, когда до Франции докатилась эпидемия холеры, епископ Келан снова сумел заслужить доверие парижан своим деятельным и мужественным вкладом в борьбу с эпидемией.
Новый король Луи-Филипп, однако, откровенно не любил архиепископа, и тот платил ему тем же. «Архиепископ, — сказал однажды король, — не забывайте что епископские митры в прошлом нередко падали с голов». «Сир, — отвечал ему епископ Келан, — я неустанно молюсь о здоровье вашего величества, потому что королевские короны падали на землю гораздо чаще». Тем не менее, когда армия короля Луи-Филиппа добилась значительных успехов при завоевании Алжира, патриотически настроенный архиепископ лично возглавил благодарственный молебен.
Весьма лояльно настроенный по отношению к бывшим членам Конвента, архиепископ ненавидел «вероотступника» аббата Грегуара и отказал ему в церковных похоронах. Тем не менее отпевание аббата состоялось вопреки прямому запрету архиепископа, после чего, по инициативе Лафайета, аббат Грегуар был торжественно похоронен на кладбище Монпарнас при большом стечении народа. Другой «вероотступник», Шарль Морис Талейран, поспешил вернуться в лоно церкви, что епископ Келан считал своей заслугой, однако в искренность повторного обращения бывшего наполеоновского министра и бывшего же католического епископа мало кто поверил.
С именем архиепископа Келана было также связано решение о чеканке так называемого Чудесного медальона, популярного католического символа, связанного с явлением Девы Марии святой Екатерине Лабуре. Пропитанный духом Старого Порядка, епископ стал автором богословского утверждения, иногда используемого консервативными католиками поныне: «Господь наш Иисус Христос был не только сыном Божьим по отцу, но и происходил из благородной (то есть знатной) семьи по матери».
После без малого 18 лет пребывания на кафедре епископ де Келан скончался и был похоронен в соборе Нотр-Дам-де-Пари.
Антиклерикально настроенный писатель и философ Эрнест Ренан говорил о нём так: «Де Келан являл собой образец идеального епископа Старого Порядка. Он был красив несколько женственной красотой, имел фигуру изящную, и движения, полные грации».